# Chogyal Dago Rigdzin
Chogyal Dago Rigdzin este președintele Curții Supreme din Bhutan din anul 2020. Între 2023 și 2024, Rigdzin a deținut funcția de șef interimar al Guvernului Bhutanului, în calitate de consilier-șef al Guvernului Interimar, după dizolvarea Adunării Naționale a Bhutanului în vederea organizării alegerilor.

## Notă explicativă
1. ↑  Chogyal (în română „Regii Dharma”, în tibetană ཆོས་རྒྱལ) erau monarhii fostului Regat al Sikkimului, care aparținea dinastiei Namgyal (în tibetană རྣམ་རྒྱལ་རྒྱལ་རབས།). Chogyal a fost monarhul absolut al Sikkimului din 1642 până în 1973 și monarh constituțional între 1973 și 1975, când monarhia a fost abolită, iar poporul sikkimez a votat, printr-un referendum, integrarea Sikkimului ca al 22-lea stat al Indiei[2][3].